# Cecilia Zorzi
Cecilia Zorzi (Trento, 21 novembre 1994) è una velista italiana.

## Biografia

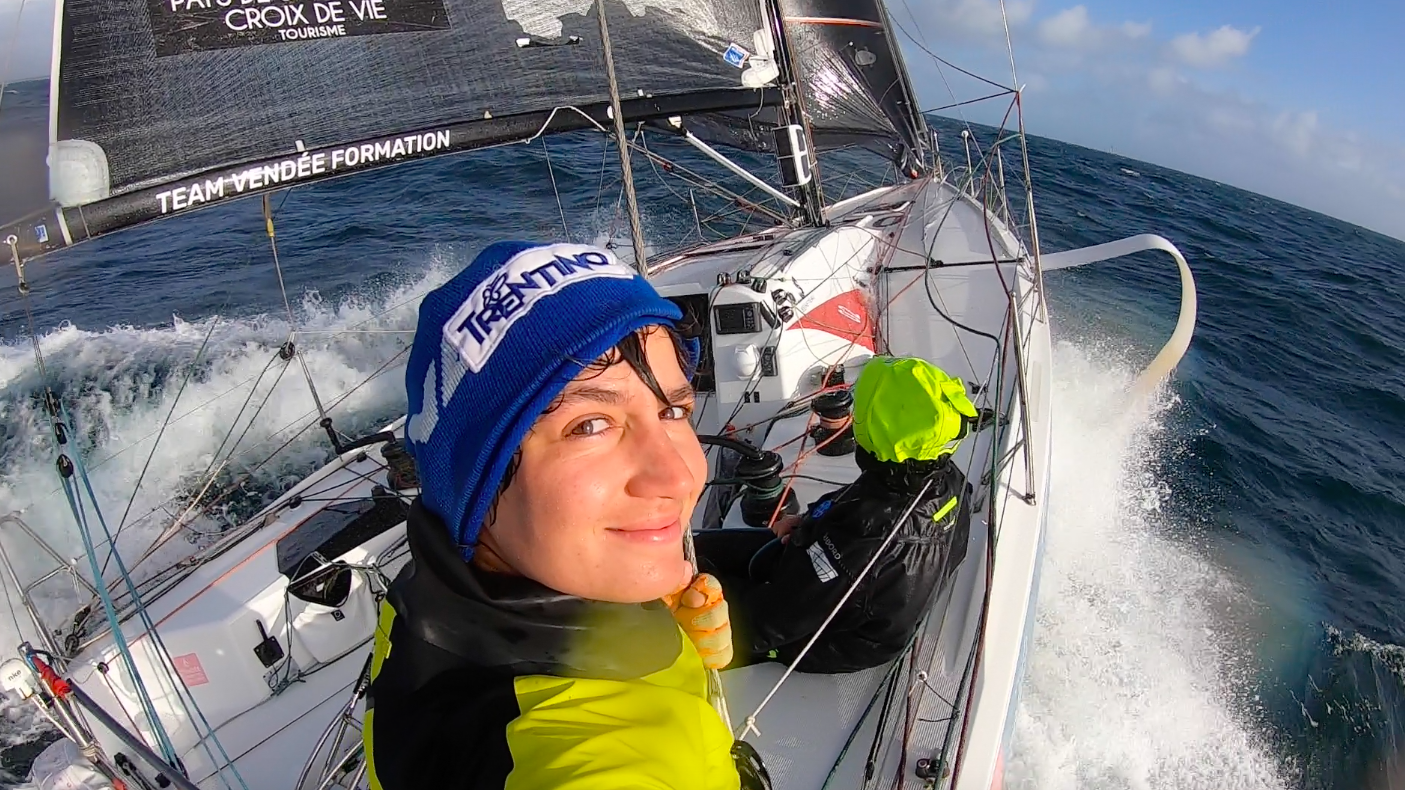
Zorzi a bordo di un Figaro

Nata e cresciuta in Trentino, ha iniziato il suo percorso nella vela sul Lago di Caldonazzo con l'imbarcazione Optimist.
Ha proseguito nelle classi giovanili navigando prima in Laser e poi in 470. Nel 2017 è entrata nel gruppo sportivo della Marina Militare, per gareggiare con il Nacra 17.
Dopo anni di navigazione sulle derive, barche pensate per le regate vicino a costa, si è appassionata alla vela d'altura. Dal 2020 ha navigato sia in equipaggio ridotto che insieme a team di 10-12 persone, affrontando due giri d'Italia non-stop in regata.

## Palmarès

### Vela Offshore
- 1º posto, Campionato Mondiale, Double-handed Mixed offshore; Figaro3 (Mar Adriatico, 2022)
- 1º posto, Campionato Europeo, Double-handed Mixed offshore; Figaro3 (Mar Tirreno, 2022)
- 1º posto, Campionato Europeo, Double-handed Mixed offshore; Figaro3 (Mar Tirreno, 2021)
- 1º posto, Campionato Italiano Offshore; Swan 42, driver - tactician (2021)
- 3º posto, Nastro Rosa Veloce - Giro d’Italia, Double-handed Mixed offshore; Figaro3 (2021)

### Classi Olimpiche
- 4º posto, World Cup Series; Nacra 17 (Genova, 2019)
- 5º posto, World Cup Series; Nacra 17 (Miami USA, 2018)
- 6º posto, Campionato Europeo; Nacra 17 (Gdynia POL, 2018)

### Classi Giovanili
- 2º posto, Campionato Europeo U23, Match Race; (Lago di Ledro, 2016)
- 5º posto, Campionato Europeo U23); 470 (Gdynia POL, 2015)
- 3º posto Campionato Mondiale giovanile ISAF (Dublino IRL, 2012)[3]
- 1º posto Campionato Mondiale; Laser 4.7 (San Francisco USA, 2011)
- 1º posto, International Lake Garda Meeting; Optimist (Riva del Garda 2009)